# Ficus upoluensis
Ficus upoluensis är en mullbärsväxtart som beskrevs av Rechinger. Ficus upoluensis ingår i släktet fikonsläktet, och familjen mullbärsväxter. Inga underarter finns listade i Catalogue of Life.